# Marie-Theres Nadig
Marie-Theres Nadig (Suiça, 8 de março de 1954) é uma esquiadora profissional aposentada. Ela foi campeã geral da Copa do Mundo de Esqui Alpino em 1981.